# Acsuca
Acsuca, 1910 és 1919 között Ácsfalva (Ácsuca, románul: Aciuța) falu Romániában, Arad megyében.

## Fekvése
A megye keleti részén, az Erdélyi-szigethegységben, a Fehér-Körös jobb partján, Vaskohtól 36 kilométerre délre található.

## Nevének eredete
Először Kisacsuca faluról maradt fenn okleveles említés, 1366-ból (Kisachwicza), majd 1439-ből (Acsovicza). Mai nevén először 1477-ben említették (Aczwcza). A helységnévrendezéskor a főszolgabíró talált ki számára új nevet, arra hivatkozva, hogy a lakosság többsége állítólag ács foglalkozású volt.

## Története
1423-tól a világosi váruradalom része volt. Mint ilyen, 1477-ben a Bánfi család, 1510-ben Brandenburgi György birtoka. Megszüntetéséig, 1876-ig Zaránd vármegyéhez tartozott, akkor a Nagyhalmágyi járás többi településével együtt Arad vármegyéhez csatolták. A parasztfelkelésben való részvétele miatt mind 1784-ben, mind 1848-ban felgyújtották. A Fehér-Körös áradása után 1814 előtt költözött mai helyére. A vármegye 1808-ban vizsgálatot rendelt el, ugyanis gr. Hollaki Antal 27 falubeli gazda kinnlevőségével gyarapította allodiális birtokát, és vég nélküli robotot várt el a lakosoktól. A parasztok a vármegyétől vártak segítséget, és megüzenték, hogy amíg a vizsgálat le nem zárul, semmiféle robotot nem hajlandóak végezni. Az elrendelt szembesítésen a földesúr nem jelent meg. Ezután a lakosok a szolgabíró és az alispán jelenlétében felajánlották, hogy pénzen megváltják a robotot. A gróf ez elől elzárkózott. Később a vármegye arra vonatkozó ötlete is meghiúsult, hogy a robot idejét szesszióként szabályozzák, mert nem tudtak megegyezni a pontos mértékben. Végül a kiszálló főispán, Hollaki István győzte meg rokonát, hogy egyezzen ki jobbágyaival heti egy nap robotban. A szolgabíró 1848 tavaszán is „a főbb lázittó”-ként jellemezte a falu népét. Lakóinak legfőbb bevételi forrása a gyümölcstermesztés és a szarvarmarhatartás volt.
A 19–20. század fordulóján a Fehér-Körös Acsuca és Halmágycsúcs közötti szakasza kedvelt kirándulóhelynek számított. Még az 1850-es években Jókai Mór is felkereste, és elragadtatással írt egyik hegyéről, ahol elszórva, nagy mennyiségben hevert a karneol, a kalcedon, az achát, a jáspis és az ónix.
1880-ban 500 lakosából 465 volt román, 30 cigány és 4 magyar anyanyelvű; 496 ortodox és 5 zsidó vallású.
2002-ben 255 lakosából 198 volt román és 57 cigány nemzetiségű; 206 ortodox és 48 baptista vallású.

## Nevezetességek
- A falu környékén, a Fehér-Körös mentén több andezitbánya. A bányászat a 19. században kezdődött.
- A falubeli volt Hollaki-kúria a 18. században épült. 1784-ben a parasztok megostromolták, ezután klasszicista stílusban épült újjá. Ma az általános iskola működik benne.
- Közelében a Fehér-Körös egyik mellékágának hat óránként előtörő időszakos forrása, amelynek a nép gyógyerőt tulajdonított.

## Képek

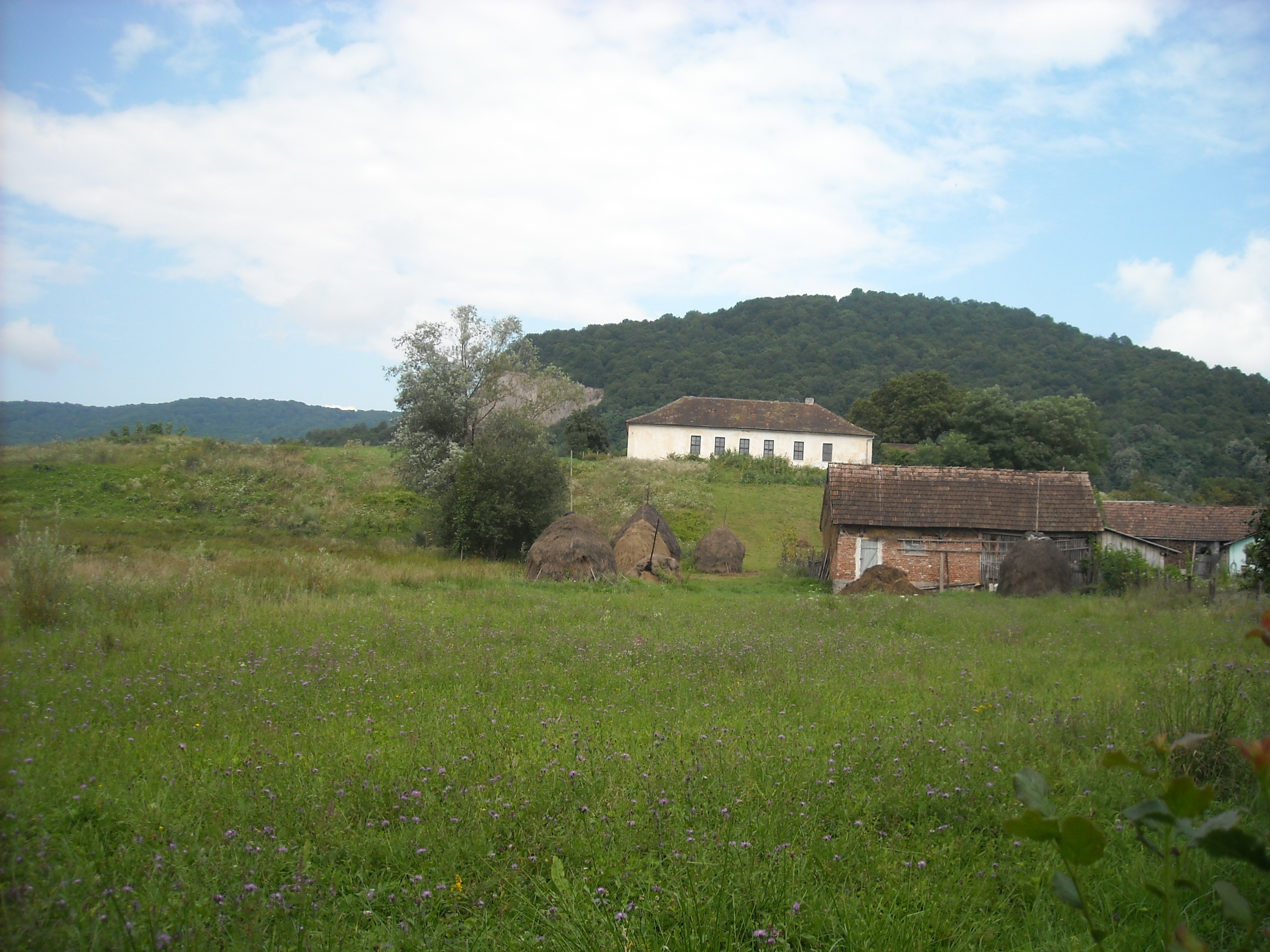
A volt Hollaki-kúria, a háttérben egy kőbányával
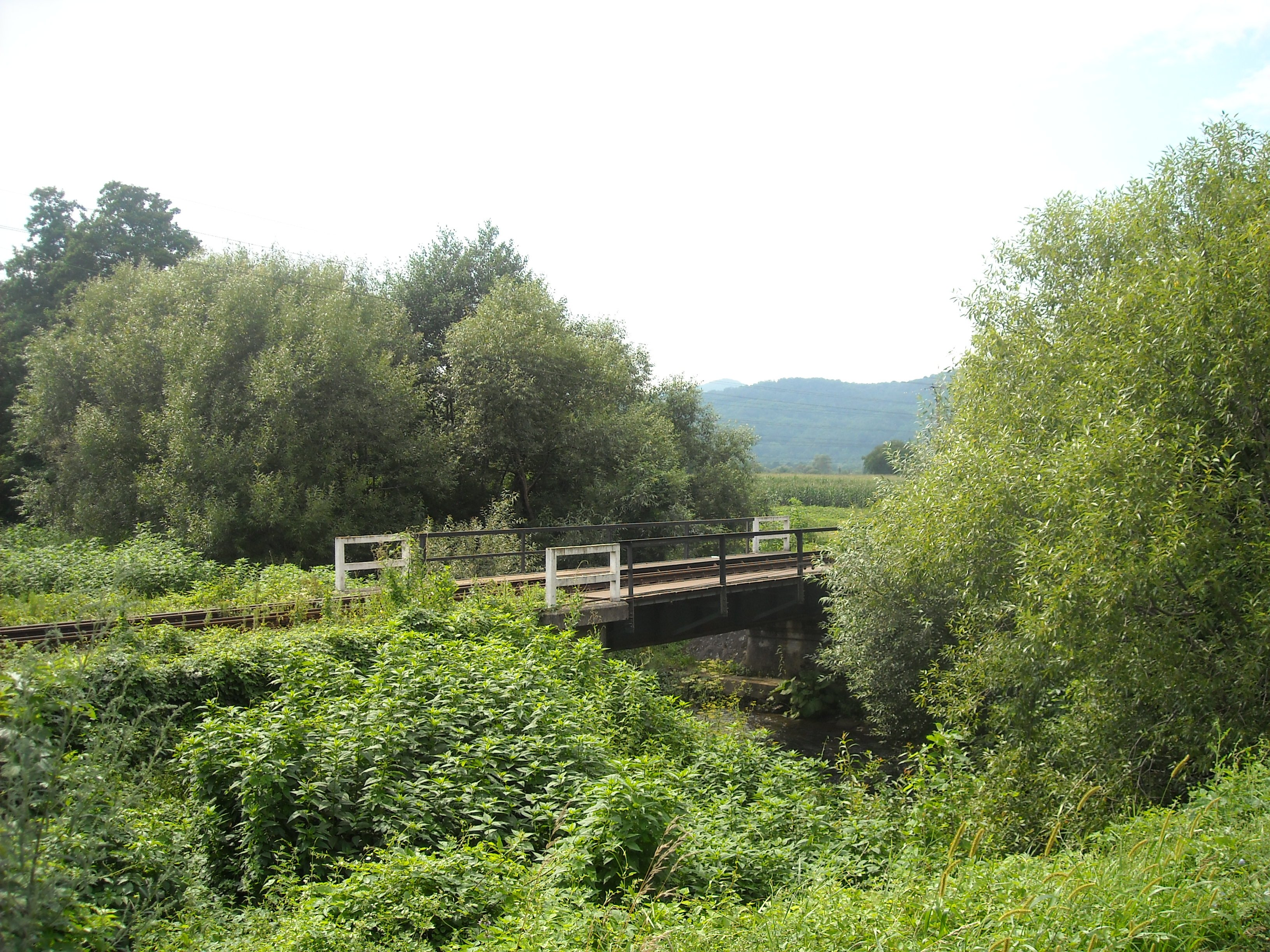
A vasút hídja a falutól északnyugatra